# Comuna Tîbava, Svaleava
Tîbava (în ucraineană Тибава) este o comună în raionul Svaleava, regiunea Transcarpatia, Ucraina, formată din satele Mala Martînka și Tîbava (reședința).

## Demografie
Componența lingvistică a comunei Tîbava
     Ucraineană (99,18%)
     Alte limbi (0,82%)
Conform recensământului din 2001, majoritatea populației comunei Tîbava era vorbitoare de ucraineană (99,18%), existând în minoritate și vorbitori de alte limbi.